# اما گاد
اما گاد (انگلیسی: Emma Gad; ۲۱ ژانویهٔ ۱۸۵۲ – ۸ ژانویهٔ ۱۹۲۱) نویسنده اهل دانمارک بود. کتاب و نمایش‌های او اغلب به سبک طنز نوشته شده ولی با این حال او یک نویسنده پرکاربردی بود.

## زندگی
اما گاد در یک خانواده مرفه به دنیا آمد و به نسبت دوره خودش به عنوان یک زن توانست از امکانات تحصیلی خوبی بهرمند شود. سال ۱۸۷۲ با یک دریادار ازدواج کرد. او عضو اتحادیه‌های کارگری و جوامع زنان در کپنهاگ بود و خانه‌اش مکان مهمی برای روشنفکران دانمارک در اوایل قرن به حساب می‌آمد.
در سال ۱۸۶۶ او به عنوان نمایش‌نامه‌نویس در تئاتر سلطنتی معرفی شد. در سال ۱۸۹۸ او انجمن تجاری زنان را تشکیل داد که اولین مؤسسه حرفه‌ای برای زنانی بود که کار دفتری می‌کردند.

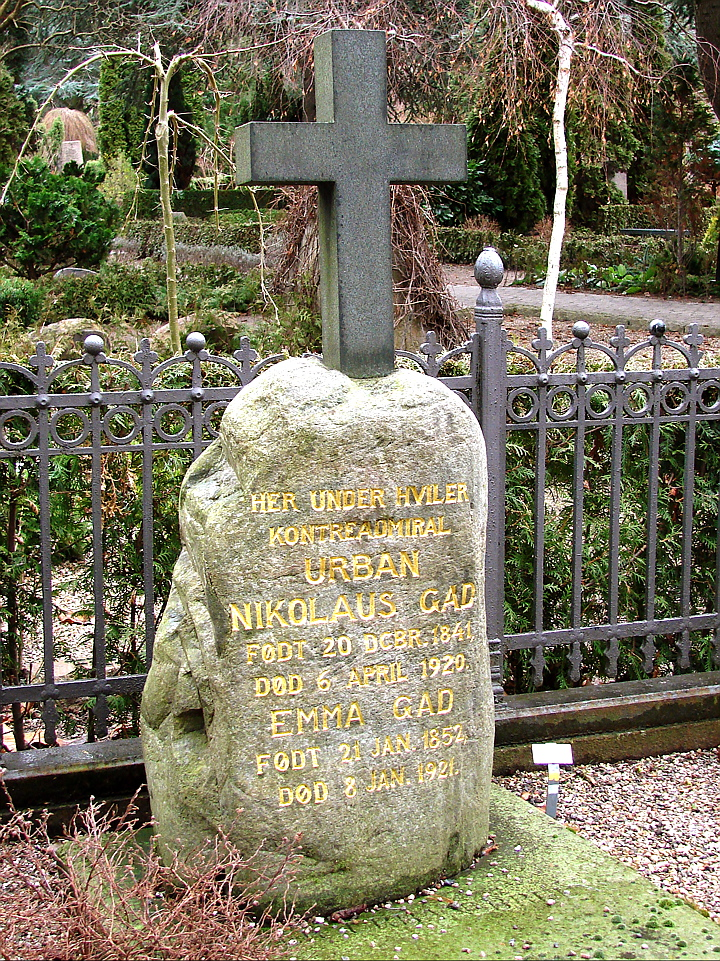
سنگ قبر اما گاد در کپنهاگ

## آثار و جوایز
بسیاری از آثار اما گاد بعد از مرگش گمنام باقی مانده بود. یکی از کتاب‌های محبوب او Takt og Tone بود که به معنی کتابی از برچسب می‌باشد.
در سال ۱۹۰۵ او مدال طلا دریافت کرد.
امروز نمایشنامه‌های او در کتابخانه سلطنتی دانمارک حفظ و نگهداری می‌شود.